# Hypermill
Hypermill (Eigenschreibweise: hyperMILL) ist eine modulare CAM-Software-Lösung, die von der Open Mind Technologies AG mit Sitz in Weßling nahe München entwickelt wird. Hypermill ermöglicht CAM-Programmierern, NC-Programme zu erstellen.

## Funktion und Einsatzgebiete
Hypermill vereint 2,5D-, 3D (z. B. Schruppen) auf beliebigem Rohteil und 5-Achs-Fräsen und 5-Achs-Simultanbearbeitung sowie Fräsdrehen und Bearbeitungen wie High-Speed-Cutting (HSC) und High-Performance-Cutting (HPC) unter einer Bedienoberfläche. Weiterhin beinhaltet die Software Spezialapplikationen für das Fräsen von Impellern, Blisks, Turbinenschaufeln, Formkanälen und Reifenformen sowie zahlreiche Automatisierungsmöglichkeiten.
Mit hyperCAD-S entwickelt Open Mind ein eigenes CAD-System für die Anforderungen von CAM-Programmierern. Hypermill ist als Direktintegration für Solidworks und Autodesk Inventor verfügbar. Die integrierten Versionen sind von Dassault Systems und Autodesk zertifiziert.
Die Software bietet zahlreiche Standard- und Direktschnittstellen (IGES, STEP, STL, DXF/DWG, Parasolid, Point Cloud, hyperCAD, Catia V4/V5, Autodesk Inventor, Solidworks, NX, JT, PTC Creo Parametric).
Hypermill kommt weltweit in unterschiedlichen Branchen zum Einsatz, darunter im Werkzeug-, Formen- und Maschinenbau sowie in den Bereichen Automotive, Medizintechnik, Energieversorgung, sowie Raum- und Luftfahrt.

## Entwickler
Hypermill wird von dem Software-Hersteller Open Mind Technologies AG entwickelt. Das Unternehmen entwickelt und vertreibt CAD/CAM Lösungen die auf der Basis digitaler Modelle NC-Fräs- und Fräsdrehprogramme für Werkzeugmaschinen generieren, das Unternehmen hat zahlreiche Patente hierauf.